# Clinocentrus compositus
Clinocentrus compositus är en stekelart som först beskrevs av Baker 1917.  Clinocentrus compositus ingår i släktet Clinocentrus och familjen bracksteklar. Inga underarter finns listade i Catalogue of Life.